# ジェンコエージェンシー
株式会社ジェンコエージェンシー（GENCO Agency inc.）は東京都中央区日本橋箱崎町にある芸能事務所である。

## 概説
- 2010年7月に設立。元々は俳優の事務所であったが、この他にも広瀬玲奈などグラビアアイドルも所属している。
- アニメ制作会社であるジェンコ（GENCO）との関連性は無い。

## 所属タレント

### タレント・モデル
- 日馬智恵
- さき
- 広瀬玲奈
- 妃美香
- 小森千沙
- 加納葉月
- 坂下いづみ

### 俳優
男優
- 和泉貴臣
- 沖本健吾
- 小野敦志
- 清水ヨシト
- 森山雅之
- 山下規介
- 山本慎一

女優
- 吉田亜也